# Thrips quinciensis
Thrips quinciensis är en insektsart som beskrevs av Gary Scott Morgan 1913. Thrips quinciensis ingår i släktet Thrips och familjen smaltripsar. Inga underarter finns listade i Catalogue of Life.